# James Goodrich
James Tait Goodrich (16 de abril de 1946 — 30 de março de 2020) foi um neurocirurgião estadunidense.
Era Professor e diretor do Departamento de Cirurgia Plástica e Reconstrutora e Neurocirurgia pediátrica, The Leo M. Davidoff Department of Neurological Surgery The Craniofacial Center Children’s Hospital at Montefiore e também era professor de Cirurgia Neurológica Clínica, Pediatria, Cirurgia Plástica e Reconstrutiva no Albert Einstein College of Medicine, em Nova Iorque.
Dr. Goodrich foi o Principal especialista em separação de siameses craniópagos (unidos pelo crânio) do mundo, escreveu diversos  artigos científicos responsáveis pelos  avanços das técnicas usadas nesse tipo de cirurgia.
Em 2018, participou de todo o planejamento e execução da cirurgia de separação das gêmeas craniópagas no Hospital das Clínicas de Ribeirão Preto(SP). Inclusive orientando pessoalmente a condução do processo separação das gêmeas craniópagas Ysadora e Ysabelle.
Em 2019 o cirurgião esteve no Hospital da Criança em Brasília onde atuou como conselheiro do processo de separação das gêmeas siamesas Mel e Lis.
O médico foi internado no dia 25 de março com insuficiência respiratória no mesmo hospital em que trabalhava, o Montefiore Medical Center, em Nova Iorque, onde faleceu na madrugada de 30 de março em decorrência de complicações pulmonares do Covid-19, aos 73 anos de idade.